# Peter Ronnefeld

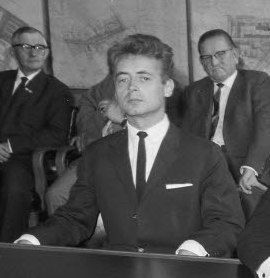
Peter Ronnefeld (vorn) in der Kieler Ratsversammlung (1963)

Peter Ronnefeld (* 26. Januar 1935 in Dresden; † 6. August 1965 in Kiel) war ein deutscher Komponist und Dirigent.

## Leben
Peter Ronnefeld stammte aus einer Musikerfamilie: sein Vater war Bratschist in der Dresdner Staatskapelle, der Bruder seiner Mutter spielte Geige im RIAS-Sinfonieorchester. 1950 beendete Ronnefeld in Dresden den Besuch der dortigen Waldorfschule.
Nach frühem Klavier- und Kompositionsunterricht in Dresden studierte er von 1950 bis 1954 an der Musikhochschule Berlin Klavier bei Hans-Erich Riebensahm und Komposition bei Boris Blacher, bei ihm war Aribert Reimann ein Kommilitone. In der Berliner Zeit wohnte Ronnefeld bei seinem Cousin Matthias Koeppel. Bereits 1949 schrieb er eine Kleine Suite für Orchester, die ein Jahr später in Berlin uraufgeführt wurde. 1954 setzte Ronnefeld sein Studium am Pariser Conservatoire bei der Pianistin Yvonne Lefébure und beim Komponisten Olivier Messiaen fort. Auch nahm er an Dirigentenkurse in Siena sowie in Hilversum bei Paul van Kempen teil.
1956 unterrichtete Ronnefeld am Mozarteum in Salzburg, wo der Schriftsteller Thomas Bernhard Schauspiel und Regie studierte. In der eigens für die Kursanten von Ronnefeld komponierten Kurzoper Die Nachtausgabe übernahm Bernhard die Sprechrolle eines Wachtmeisters. 1958 wurde Ronnefeld zunächst Assistent von Herbert von Karajan an der Wiener Staatsoper und dann Kapellmeister ab Oktober 1959. Ronnefeld wurde 1961 Chefdirigent in Bonn und 1963 Generalmusikdirektor am Opernhaus Kiel.
Als Komponist schrieb Ronnefeld etwa zwanzig Werke, sein umfangreichstes und bekanntestes ist die dreiaktige Oper Die Ameise (entstanden 1959–1961). Das Libretto stammt von Richard Bletschacher. Die Premiere am 21. Oktober 1961 an der Deutschen Oper am Rhein in Düsseldorf unter der Regie von Wolfgang Liebeneiner dirigierte Ronnefeld selbst. Die Aufführung einer zweiten Fassung erfolgte postum am 18. September 1965 in Kiel unter der Leitung von Gerd Albrecht. Aus der Oper bearbeitete Ronnefeld eine viersätzige Suite, die er selbst am 7. April 1965 in Frankfurt am Main mit dem Sinfonieorchester des Hessischen Rundfunks uraufführte.
Ronnefeld setzte sich als Dirigent vor allem für die Neue Musik ein, unter anderem dirigierte er die Uraufführung der Fluktuationen von Isang Yun und spielte diese auch für die Schallplatte ein. Für Bernd Alois Zimmermanns Oper Die Soldaten war er als Dirigent der Uraufführung vorgesehen. 1964 dirigierte er in Kiel die Uraufführung der Oper Faust III des dänischen Komponisten Niels Viggo Bentzon (Oper nach Johann Wolfgang von Goethe, Franz Kafka und James Joyce). Am 9. Mai 1965 dirigierte er in Berlin die Uraufführung des Oratoriums Wohin Op. 41 von Heinz Friedrich Hartig mit Dietrich Fischer-Dieskau als Solisten. Mit den Wiener Symphonikern spielte er Mozart-Werke ein, eine Aufnahme von Zar und Zimmermann von Albert Lortzing übernahm er an der Wiener Volksoper.
Im Sommer 1965 war Ronnefeld mit der Einstudierung für Aribert Reimanns Opernerstling Ein Traumspiel beschäftigt, als er schwer erkrankte und wenige Zeit später im Alter von 30 Jahren starb.
Peter Ronnefelds Werke waren zunächst in der Edition Modern Wewerka erschienen und wurden 2011 vom Bühnen- und Musikverlag G. Ricordi & Co. München übernommen. Nachlass und Archiv liegen seit 2005 bei der Berliner Akademie der Künste.
Mit seiner dänischen Ehefrau Minna Ronnefeld (1931–2022) hatte Peter Ronnefeld eine Tochter und den Sohn Matthias Ronnefeld (1959–1986), der ebenfalls Komponist war. Die Grabstätten von Peter Ronnefeld und seiner Familienmitglieder befinden sich auf dem Grinzinger Friedhof (1B-40) in Wien.

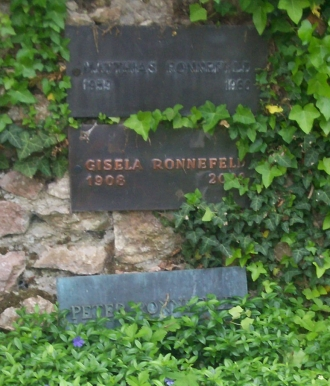
Grabstätte Peter und Matthias Ronnefeld

## Werke (Auswahl)

### Bühnenwerke
- Oper in drei Akten Die Ameise (1959–1961), UA 21. Oktober, Deutsche Oper am Rhein Düsseldorf; 2. Fassung, UA posthum am 18. September 1965 in Kiel, Dirigent Gerd Albrecht
  - daraus: viersätzige Suite für Orchester, UA 7. April 1965 in Frankfurt am Main, Sinfonieorchester des Hessischen Rundfunks, Dirigent Peter Ronnefeld
- Opera piccola in fünf Aufzügen Die Nachtausgabe, UA 30. August 1956 in Salzburg, Wiederaufführung 1987 in Wien, 2014 in Dresden.[2]
- Ballett Peter Schlemihl, UA 10. April 1956 in Hildesheim
- Ballett Die Spirale, UA 1962 in Hannover

### Orchesterwerke
- Kleine Suite für Orchester, 1949, UA 1950 in Berlin, RIAS-Jugendorchester
- Concertino für Flöte, Klarinette, Horn, Fagott und Streicher, UA 1951 in Berlin
- Sinfonie 52, UA 1953 in Bayreuth

### Kammermusik und Lieder
- Fünf Lieder im Herbst, Opus 3
- Vier Wiegenlieder, 1955
- Violinsonate, UA 1951 in Braunschweig
- Deux Nocturnes, für Cello und Klavier, UA 1974 in Paris
- Quartär für Chor, Opus 4 und Opus 5, 1958, UA 1959 in Wien

## Auszeichnung
- 20. Juni 1966: Postume Verleihung des Kulturpreises der Stadt Kiel

## Aufnahmen
- JubiläumsEdition der Jungen Deutschen Philharmonie, CD 1, enth. die Sätze 3+4 aus der Orchestersuite zu Die Ameise (Aufnahme 1976, Dirigent Christof Prick), edel, 1999
- CD-Edition der Isang-Yun-Gesellschaft (enthält Fluktuationen von Isang Yun, geleitet von Ronnefeld)